# Памятник Пушкину (Ижевск)
Памятник Александру Сергеевичу Пушкину установлен в Ижевске на Университетской площади рядом с Удмуртским Государственным Университетом.

## История
Идею поставить памятник Пушкину рядом с университетом впервые предложил ректор Виталий Журавлёв. Памятник был изготовлен скульпторами Бургановым Александром Николаевичем и Бургановым Игорем Александровичем. Для А. Н. Бурганова это уже третий памятник Пушкину после памятников в Нью-Йорке и в Москве у Никитских ворот.
Памятник Пушкину был открыт в начале июня 2003 г. ректором Виталием Журавлёвым при большом стечении зрителей и под звуки «Пушкинский венок» композитора Георгия Свиридова и декламацию пушкинских строк «Да здравствует солнце, да скроется тьма!».
6 июня 2012 г. студенты филологического факультета Удмуртского университета рядом с памятником организовали театрализованную литературно-музыкальную композицию по мотивам творчества Пушкина. 22 июня 2012 г. здесь же прошёл фестиваль творчества студентов в рамках празднования Дня молодёжи России.